# Robert Biel
Robert Biel (* 22. Februar 1965 in Radgoszcz) ist ein polnischer römisch-katholischer Priester und Pastoraltheologe. 

## Biografie
Robert Biel wurde in Radgoszcz in Südpolen geboren. Nach dem Abitur im Jahr 1994 studierte er bis 1991 Philosophie und Theologie in Tarnów. Zum Priester geweiht wurde er 1991 in Tarnów. Anschließend war er als Kaplan seelsorgerisch in Żeleźnikowa Wielka tätig. Zwischen 1992 und 1997 absolvierter außerdem ein Doktoratsstudium im Fach Pastoraltheologie an der Theologischen Fakultät der Leopold-Franzens-Universität in Innsbruck und promovierte 1997 zum Doktor der Theologie. Der Titel seiner Dissertation lautete: Lebens- und Todeszeichen der Kirche in Polen nach der Wende. 
Seit 1997 hielt er Vorträge in Pastoraltheologie an der Theologischen Fakultät und im Priesterseminar in Tarnów. Von 1998 bis 2006 war er Direktor des Diözesanverlags Biblos und von 2003 bis 2012 Bischofsvikar im Bistum Tarnów. Im Jahre 2003 wurde er zum Mitglied des Priesterrates (2003–2012) und 2010 des Bischofsrates ernannt. Im Jahre 2008 wurde er zum Vorstand des CCPE (des Europäischen Priesterrates) gewählt. Es folgte die Habilitation im Fach der Pastoraltheologie an der Katholischen Universität Lublin (KUL) 2013; Habilitationsschrift: Kościół Wielkiej Soboty. Paschalna wizja Kościoła w ujęciu kardynała Kurta Kocha (Karsamstagskirche. Die paschale Vision der Kirche nach Kardinal Kurt Koch). Seit 2013 hält er Vorlesungen in Pastoraltheologie als Privatdozent an der Päpstlichen Universität Johannes Paul II. in Krakau und der Theologischen Fakultät in Tarnów.
Er ist Herausgeber und Autor theologischer Bücher und Artikel, die in der Schweiz, in Deutschland, Österreich, Ungarn, Luxemburg, Kroatien, Bosnien, in der Slowakei und in Polen erschienen sind. Insgesamt über 100 Publikationen.
Er ist Mitglied des PosT-Netzwerkes der mittel- und osteuropäischen Pastoraltheologinnen und Pastoraltheologen und der Konferenz der polnischen Pastoraltheologen (Polskiego Stowarzyszenia Patoralistów). Zudem ist er Präsident der Cordare Foundation, einer Stiftung, die Stipendien an begabte Schüler und Studenten vergibt.
Zurzeit ist er tätig in der St.-Mauritius-Pfarrei in Zermatt.

## Publikationen

### Monografien (deutsch)
- Was nun, Herr Kardinal? Auskunft zur Situation des Glaubens und der Kirche, Bibelwerk 2018
- Wir Christen – wann endlich vereint?: Ökumenische Perspektiven für heute und morgen Bibelwerk 2017
- Im Dienste des Heiligen. Meine Erfahrungen mit Johannes Paul II. Ein Gespräch mit Robert Biel, Paulusverlag Fribourg 2014
- Lebens- und Todeszeichen der Kirche in Polen nach der Wende, Tarnów 2000

### Übersetzungen (deutsch)
- Gerhard Ludwig Müller: Was ist katholisch. Katolicki - czyli jaki? Prawdziwa i fałszywa reforma, Tarnów 2024
- Stanisław Budzik: Doctor pacis. Theologie des Friedens bei Augustin - Doctor pacis. Teologia pokoju świętego Augustyna, Lublin 2022
- Joseph Ratzinger: Das Wesen des Christentums. Opera omnia, O istocie chrześcijaństwa. tł. z M. Górecka, Lublin 2017
- R. Hauke, Das Leben feiern mit Christen und Nichtchristen. Świętować życie z chrześcijanami i niechrześcijanami, w: Peryferie wiary wyzwaniem dla duszpasterstwa, red. W. Przygoda, M Fijałkowski, Lublin 2015
- Kurt Koch: Kirche, wohin gehst du? Kościele dokąd zmierzasz?, Lublin 2014
- Wege und Irrwege des modernen Atheismus - Drogi i bezdroża nowego ateizmu, (W. Klausnitzer), w: Duszpasterstwo wobec kryzysu wiary, red. W. Przygoda, K. Święs, Lublin 2013
- Ich glaube. Ein kleiner Katechismus - Wierzę, Mały Katechizm Katolicki, E. Beck, tł. R. Biel, St. Budzik, Włocławek 2008
- Wilhelm Hoffsümmer: Vom Wein in den Krügen - O winie w stągwiach. Tarnów 2001
- Wider die Entsinnlichung des Glaubens - O wrażliwość wiary. Rozważania nad reewangelizacją Europy, J. Meisner, Tarnów 2000 (Konsultacja językowa).

### Monografien (polnisch)
- Ludzie i klub w zwierciadle czasu. 100 lat Dąbrovii (1922–2022), Tarnów 2022
- Z historią ku przyszłości. 100 lat dąbrowskiego „Ogólniaka”, red. Robert Biel, Rzeszów 2021
- Dzieje Ochotniczej Straży Pożarnej w Radgoszczy, Tarnów 2018
- Symfonia jedności. Z kardynałem Kurtem Kochem rozmawia ks. Robert Biel, Lublin 2015
- Mój święty szef. Komendant Pius Segmüller w rozmowie z ks. Robertem Bielem, Kraków 2014
- Parafia NMP Wspomożenia Wiernych, Tarnów 2014
- Budownictwo sakralne i sprawy gospodarcze, Tarnów 2014
- Kościół Wielkiej Soboty. Paschalna wizja Kościoła w ujęcia kardynała Kurta Kocha, Tarnów 2012
- Wczoraj i dziś Kapituły Kolegiackiej w Nowym Sączu, Tarnów 2009
- Tu wszystko się zaczęło…, Tarnów, 2009[2]